# Chepstow (Regno Unito)

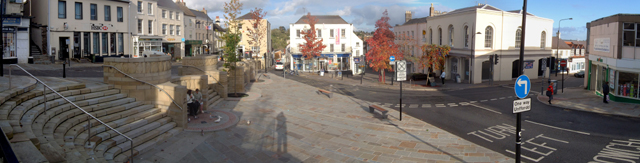
Chepstow (Galles): Beaufort Square

Chepstow (in gallese: Cas-gwent; 14.000 ab. ca.) è una comunità del Galles sud-orientale, facente parte della contea del Monmouthshire (contea tradizionale: Gwent) e situata lungo il "confine" con l'Inghilterra, segnato in quel tratto dal corso del fiume Wye, che qualche miglia più a sud si immette nel fiume Severn.

## Geografia fisica

### Collocazione
Chepstow è situata al confine con la contea inglese del Gloucestershire e si trova a pochi chilometri a nord dalla costa e dalla foce del fiume Severn,  che si getta nel Canale di Bristol. È situata inoltre a metà strada tra la capitale gallese Cardiff (da cui dista circa 50 km) e la città inglese di Bristol, rispettivamente ad est della prima e a nord-ovest della seconda, e si trova a circa 25 km  a sud di Monmouth e a poco meno di 10 km  a sud del villaggio di Tintern (noto per la sua abbazia e per aver dato il nome ad un tipo di formaggio).
Rappresenta il punto più orientale del Galles.

## Edifici e luoghi d'interesse
L'edificio più conosciuto di Chepstow è il castello normanno, risalente al 1067.
Chepstow è la città dei partenza del Sentiero Wales Coast, percorso a piedi inaugurato nel 2012 che arriva fino a Queensferry.
Da vedere è inoltre il ponte sul fiume Wye, costruito nel 1816 su progetto di John Rennie (1761-1821).

## Altre immagini

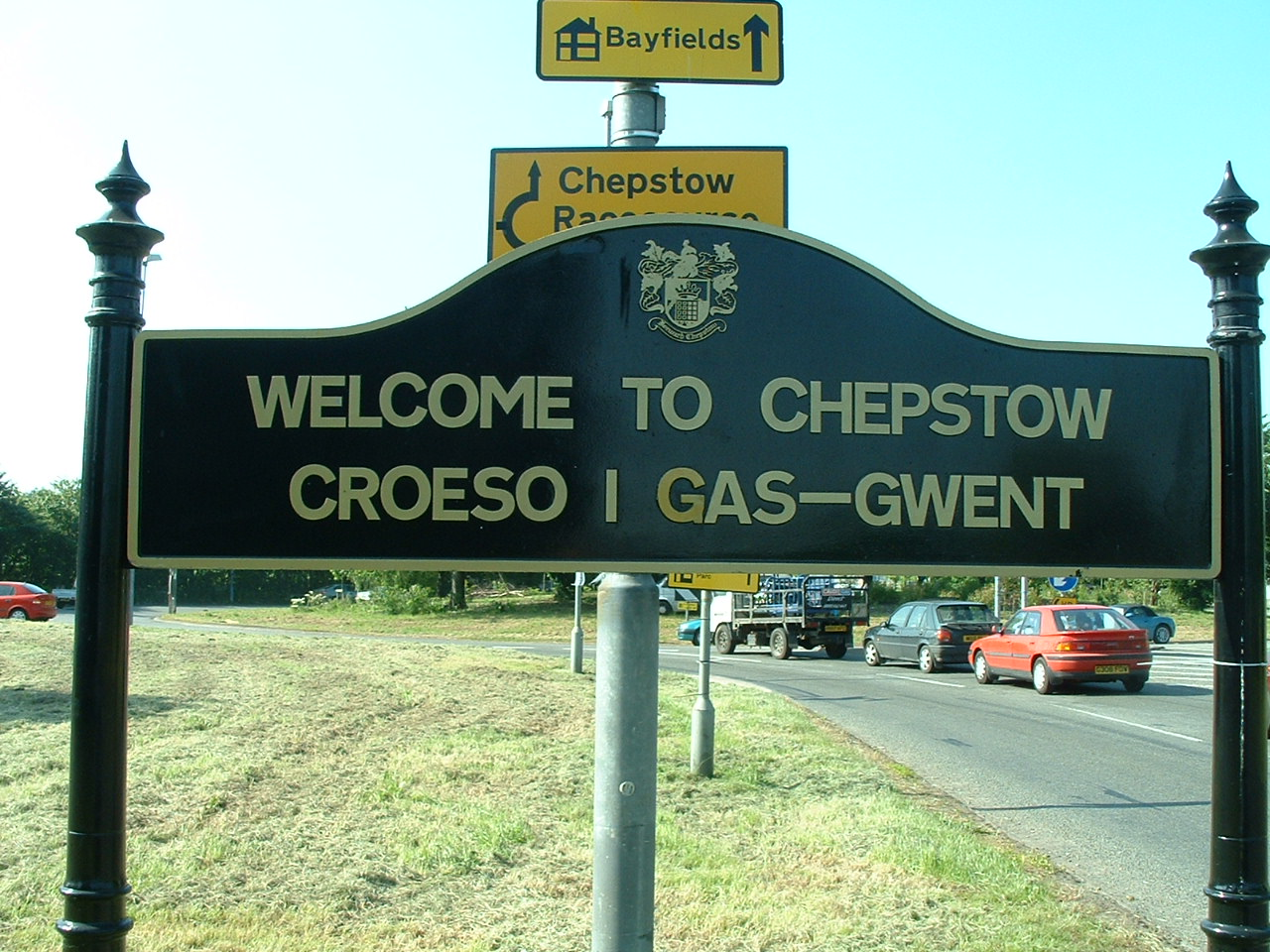
Chepstow/Cas-Gwent: insegna bilingue che dà il benvenuto in città
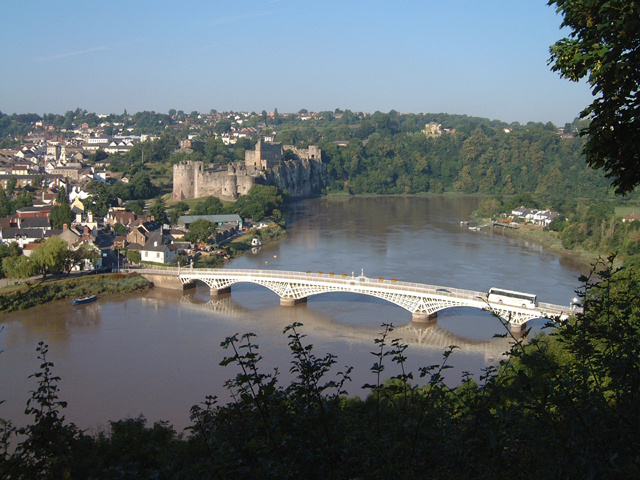
Chepstow: veduta aerea della città con il ponte sul fiume Wye e il castello normanno
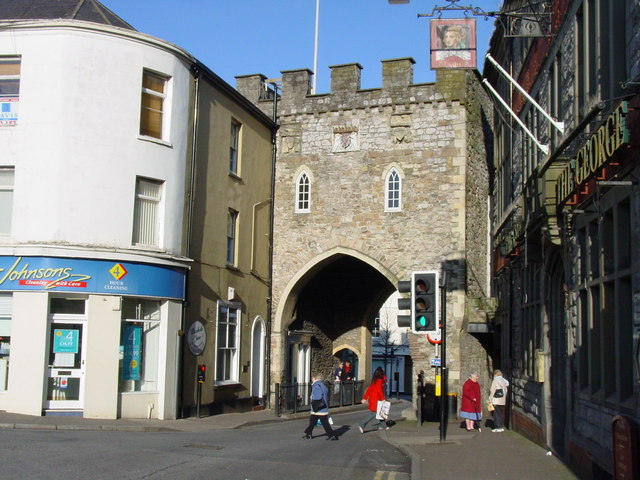
Chepstow: l'antica porta cittadina (Town Gate)

|  |  |

## Galleria d'immagini

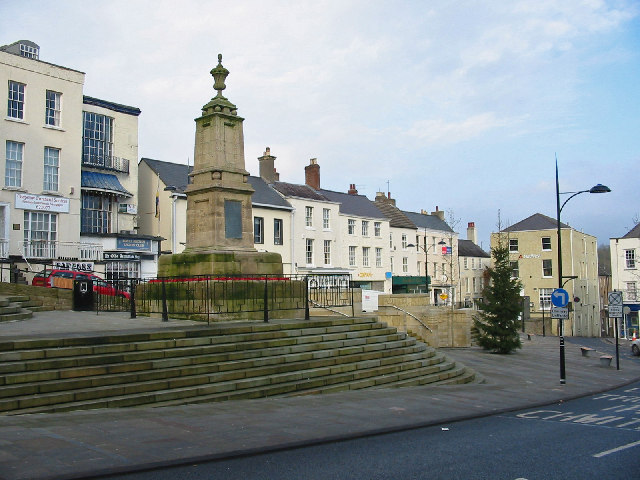
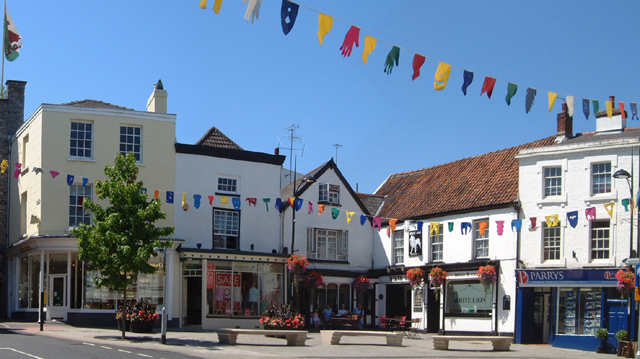
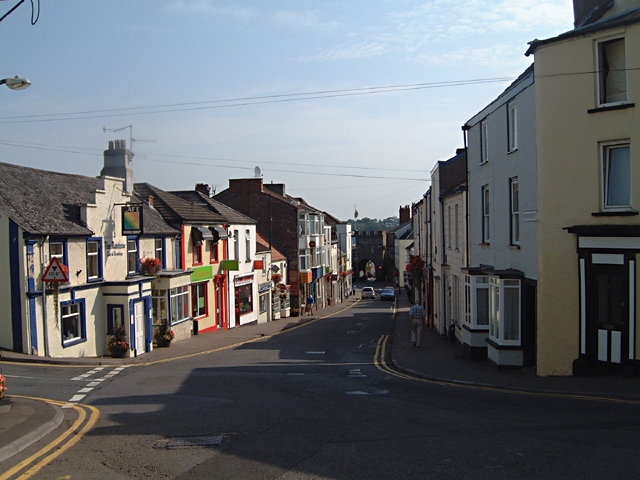
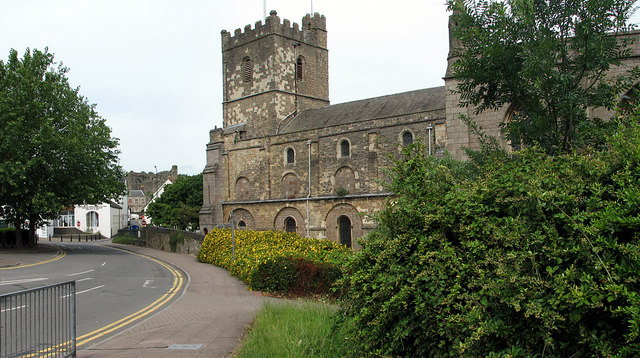

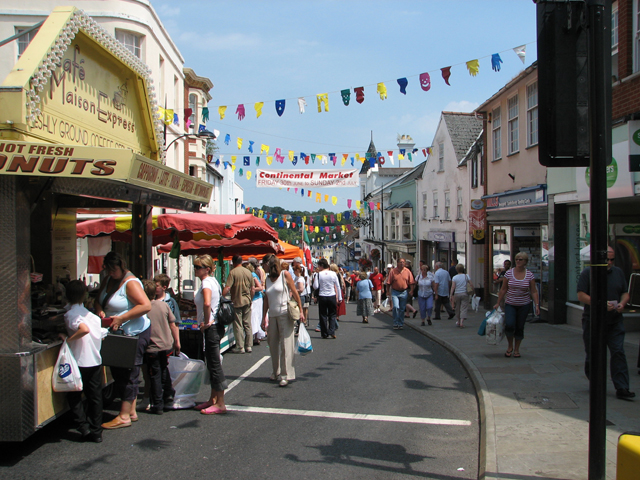
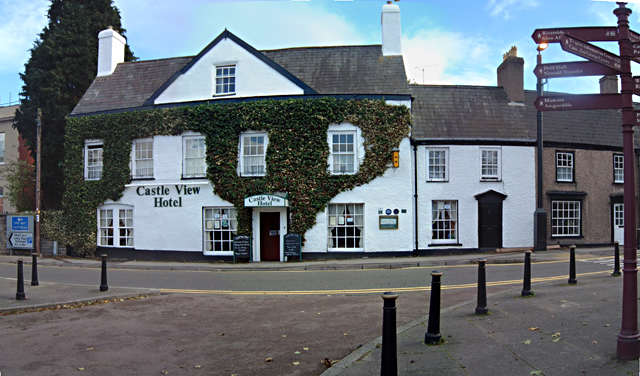
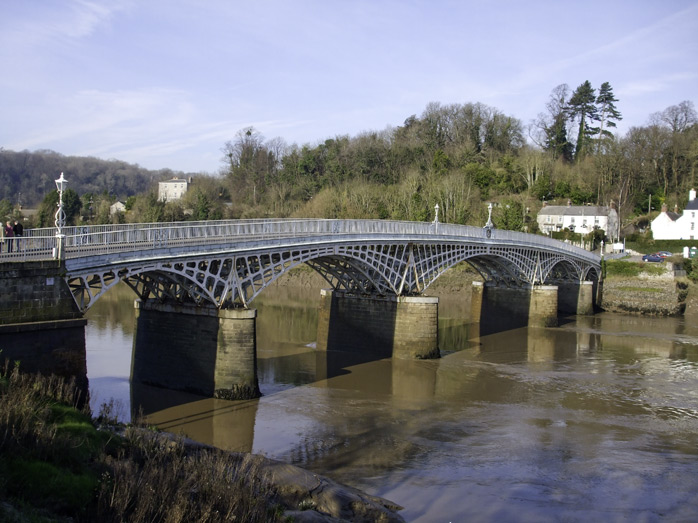
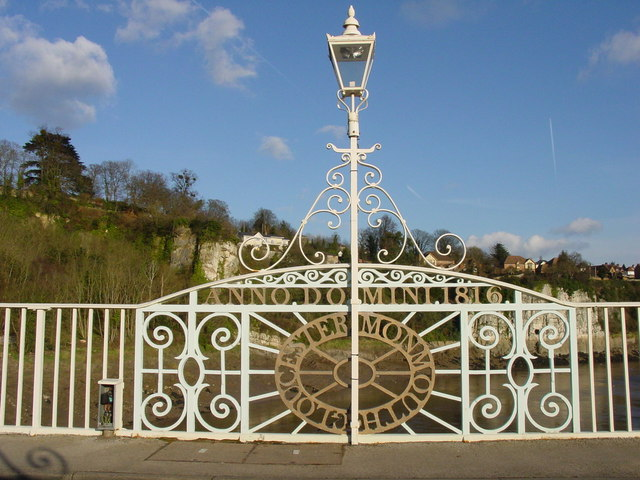